# Dicrocheles scedastes
Dicrocheles scedastes är en spindeldjursart som beskrevs av Mary Treat 1969. Dicrocheles scedastes ingår i släktet Dicrocheles och familjen Laelapidae. Inga underarter finns listade i Catalogue of Life.